# Montredon

Montredon este o comună în departamentul Lot din sudul Franței. În 2009 avea o populație de 286 de locuitori.

## Evoluția populației
| An        | 1975 | 1982 | 1990 | 1999 | 2006 | 2009 |
| --------- | ---- | ---- | ---- | ---- | ---- | ---- |
| Populație | 301  | 288  | 263  | 286  | 290  | 286  |